# 융단

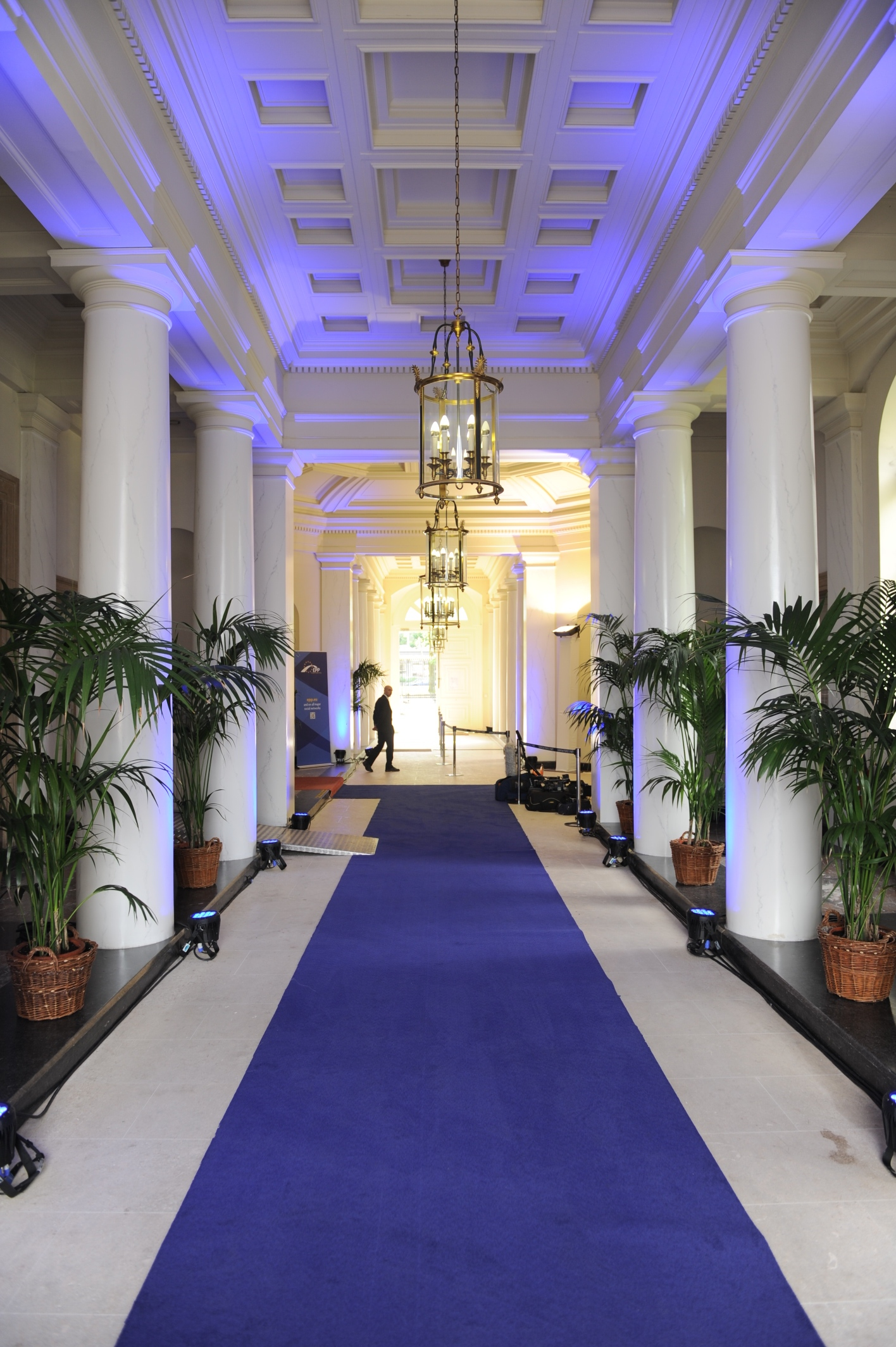
EPP 서밋의 융단. (2012년 6월 28일)

융단(絨緞, 문화어: 주단), 양탄자(洋--), 또는 카펫(carpet)은 양털 등을 표면에 보풀이 인 것같이 짠 두꺼운 직물이다. 바닥에 깔거나 벽에 건다.

## 실내 장식
카펫은 실내를 편안하고 호화로운 분위기로 장식하는 데 효과적이다. 피부에 닿는 촉감이 부드러워 걷기에 좋고 앉기에 편하며, 방음 효과 및 보온 효과가 뛰어나다. 뿐만 아니라 실내를 화려하게 연출할 수도 있다. 카펫을 까는 방법에는 전체깔기·중앙깔기·부분깔기·겹쳐깔기의 네 가지가 있다. 까는 방식에 따라 방의 느낌이 달라지므로 방의 기능과 구조에 알맞은 방법으로 깐다.

### 전체깔기
카펫을 하나의 바닥재로 생각하고 방 전체에 까는 방법이다. 호화로운 분위기를 낼 수 있으며, 보온·방음 효과가 높다. 하지만 한번 선택하면 바꾸기가 힘들므로 신중하게 선택하여야 한다.

### 중앙깔기
바닥 주위를 30cm 정도 남기고 중앙에 까는 방법으로, 무늬가 있는 카펫을 이용하며 한식 주택에 적당하다. 사각형·원형·타원형이 있으며, 전체깔기에 비해 방이 좁아 보이므로 작은 방에는 어울리지 않는다.

### 부분깔기
피아노 앞, 소파의 다리 밑, 화장대 앞, 현관 입구 등 필요한 부분에만 까는 방법이다. 아름다운 색과 무늬로 각 방의 특색을 살릴 수 있다.

### 겹쳐깔기
전체깔기를 한 다음 그 위에 작은 카펫을 또 한 장 까는 방법으로, 호화롭고 화려한 분위기를 낼 수 있다. 전체를 까는 것은 무늬가 없는 것으로 하고, 겹치는 것은 밝은 색에 무늬가 있는 것으로 한다.

## 손질
카펫은 평소에는 가볍게 먼지를 제거하는 정도의 손질을 하고, 일 주일에 한 번 정도는 전기 청소기를 사용하여 먼지를 제거한다. 대청소를 할 때에는 부분깔기나 중앙깔기를 한 것은 걷어 내어 먼지를 털어 내고 반나절 정도 말린다. 전체깔기를 한 것은 세탁 전문점에 맡기는 것이 좋다.

## 같이 보기
- 탄자

## 참고자료
- 이 문서에는 다음커뮤니케이션(현 카카오)에서 GFDL 또는 CC-SA 라이선스로 배포한 글로벌 세계대백과사전의 내용을 기초로 작성된 글이 포함되어 있습니다.